# Bobi Wine
Bobi Wine, pseudonimo di Robert Kyagulanyi Ssentamu (Distretto di Gomba, 12 febbraio 1982), è un politico e musicista ugandese.

## Biografia
Kyagulanyi ha frequentato la Kitante Hill School, dove ha conseguito il diploma nel 1996, ed in seguito la Kololo Senior Secondary School, dove ha conseguito il suo certificato avanzato di istruzione nel 1998. Ha poi frequentato l'Università Makerere di Kampala, dove ha studiato musica, danza e teatro, diplomandosi nel 2003.
Nel 2016  Kyagulanyi è tornato all'università per studiare legge presso l'Università Internazionale dell'Africa Orientale (IUEA), dove ha conosciuto il suo allora docente David Lewis Lubongoya, che da allora diventa segretario esecutivo capo del movimento People Power, Our Power.

## Carriera musicale
Kyagulanyi ha iniziato la sua carriera musicale nei primi anni 2000 con il nome d'arte Bobi Wine. I suoi primi singoli "Akagoma", "Funtula" e "Sunda" (con Ziggy D) gli hanno portato il successo nella scena musicale dell'Africa orientale. La sua musica è stata caratterizzata come reggae, dancehall e afrobeat, spesso veicolando messaggi sociali. È stato il leader del gruppo Fire Base Crew fino al suo scioglimento, dopo di che ha fondato un nuovo gruppo noto come Ghetto Republic of Uganja. Ha pubblicato più di 70 canzoni in 15 anni.
Nel 2016, la sua canzone "Kiwani" è stata inclusa nella colonna sonora del film Queen of Katwe della Disney.
Il principale genere musicale di Bobi Wine è sempre stato l'afrobeat. Possiede uno studio di produzione commerciale in Kamwokya noto come FireBase Records.

## Carriera politica
Dopo aver ottenuto un seggio alle elezioni parlamentari del luglio 2017, è diventato uno dei leader dell'opposizione al presidente Yoweri Museveni, ritenuto un dittatore.
In seguito al suo arresto, avvenuto nell'agosto 2018 disposto dall'autorità per aver guidato una protesta antigovernativa nella capitale, Kampala, senza  aver ottenuto una previa autorizzazione, alcuni musicisti, tra cui Damon Albarn e Brian Eno, hanno firmato una lettera aperta per chiederne la scarcerazione. Il 30 aprile 2019 è stato incarcerato in una prigione di massima sicurezza.
Si è candidato per la carica di Presidente alle elezioni presidenziali 2021, sfidando il presidente Yoweri Museveni, in carica dal 29 gennaio 1986. È stato il principale candidato d'opposizione sostenuto dalla Piattaforma di Unità Nazionale. La campagna elettorale del 2020 è stata contraddistinta da violenze perpetrate dalle autorità ugandesi. È stata disposta la chiusura di Internet fino a quattro giorni dopo le elezioni. La polizia ha sparato contro l'auto di Wine, spingendolo a sospendere brevemente la sua campagna. Una sua guardia del corpo è stata uccisa. Oltre 50 persone sono state uccise dalle forze di sicurezza. Nel novembre 2020 è stato arrestato una prima volta. A fine dicembre lo ha arrestato nuovamente. L'Unione europea, gli Stati Uniti d'America e l'ONU si sono rifiutati di monitorare le elezioni poiché a diversi loro funzionari è stato negato l'accreditamento.
Il 14 gennaio 2020, il giorno delle votazioni, è stato fermato dalle forze di sicurezza e posto agli arresti domiciliari, presso la sua abitazione nella periferia della capitale, Kampala. Dalle urne è risultato sconfitto: ha ricevuto complessivamente 3.475.298 di voti (pari al 34,83 per cento), meno di Yoweri Museveni che ha ottenuto 5.851.037 (pari a 58,64 per cento) ed è stato confermato presidente per il suo sesto mandato. L'esito elettorale è stato contestato dalle opposizioni, che hanno denunciato brogli e irregolarità. Lui ha sostenuto che Yoweri Museveni avrebbe organizzato un "colpo di stato" ed ha esortato i suoi sostenitori a protestare con mezzi non violenti.
Il successivo 25 gennaio l'alta corte ugandese ha stabilito che gli arresti domiciliari erano illegittimi.

## Controversie
Nel 2014 è stato criticato per le sue posizioni omofobe e gli attivisti per i diritti dei gay lo hanno accusato di incitare attacchi omofobici nei suoi testi delle canzoni. Per questa ragione il Regno Unito gli ha negato il visto d'ingresso ed è stato costretto a cancellare due concerti in programma a Birmingham e Londra. Nonostante la Corte Costituzionale ugandese abbia abolito la pena di morte e l'ergastolo nel 2014, l'omosessualità resta illegale. Le persone LGBT sono discriminate dalla società e sottoposte ad arresti, violenze, abusi e torture da parte dell'autorità.